# Colonne Prestes

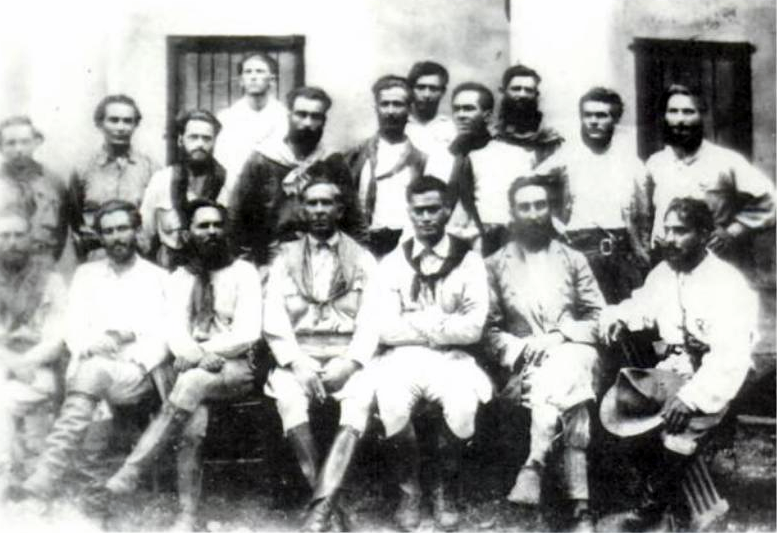
Commandement de la Colonne. Luís Carlos Prestes est assis au premier rang, le troisième à partir de la gauche.

La Colonne Miguel Costa-Prestes (connue sous le nom de Colonne Prestes, du nom de son leader, Luís Carlos Prestes) fut un mouvement politico-militaire brésilien qui se produisit entre 1925 et 1927. Lié au tenentismo, courant aux idées assez imprécises, ses lignes générales étaient les suivantes : insatisfaction vis-à-vis de la República Velha (la « Vieille République », en français, 1889-1930), revendication de l'instauration du vote à bulletin secret et défense de l'enseignement public.
Le mouvement connu des dirigeants de divers courants politiques, mais la plupart de ses adhérents étaient des officiers de la classe moyenne, ce qui donna naissance à l'idéal du « soldat-citoyen ».
Le mouvement se déplaça dans l'intérieur du pays, prêchant en faveur de réformes politiques et sociales, et combattant le gouvernement du président de l'époque, Artur Bernardes, puis de son successeur, Washington Luís Pereira de Sousa.
La Colonne Miguel Costa-Prestes affronta les troupes régulières de l'armée, aux côtés de forces de police de divers États, ainsi que de groupes de criminels, attirés par la promesse officielle d'une amnistie.
Parmi ces derniers, le plus aguerri, qui obligea la colonne à chercher refuge en Bolivie, était le groupe du coronel Horácio de Matos, originaire du sertão. Son « bataillon patriotique » (Batalhão Patriótico Chapada Diamantina selon son nom portugais complet) suivit les traces des rebelles jusqu'à leur sortie du territoire brésilien.
La colonne Miguel Costa-Prestes affronta finalement très peu directement les troupes gouvernementales. Elle utilisait principalement des techniques de guerilla pour brouiller les pistes derrière elle. Elle compensait son manque de puissance par une intelligence tactique poussant les troupes loyalistes et les divers bandes de mercenaires engagés à sa poursuite à s'affronter mutuellement.
Par le relatif succès de sa marche, la colonne participa à entacher encore plus le prestige de la « Vieille République » et à préparer le terrain de la révolution de 1930. Elle permit également à son leader charismatique, Luís Carlos Prestes, de s'affirmer sur la scène nationale. Ce dernier rejoindra plus tard le Parti communiste du Brésil (sous le sigle PCB jusqu'en 1962 ; PCdoB ensuite). Son action dans le mouvement laissera des traces personnelles durables dans sa vie en conséquence de l'expulsion d'un des membres de la Colonne, Filinto Müller. Ce dernier, devenu plus tard chef de la police politique de Getúlio Vargas, se vengera en déportant vers l'Allemagne nazie Olga Benário, l'épouse de Prestes.